# Apatura flaveola
Apatura flaveola är en fjärilsart som beskrevs av Eduard Honrath 1892. Apatura flaveola ingår i släktet Apatura och familjen praktfjärilar. Inga underarter finns listade i Catalogue of Life.